# Бетуле (Торино)
Бетуле је насеље у Италији у округу Торино, региону Пијемонт.
Према процени из 2011. у насељу је живело 89 становника. Насеље се налази на надморској висини од 442 м.